# 五位亭徳升
五位亭 徳升（ごいてい とくます、生没年不詳）とは、江戸時代の浮世絵師。

## 来歴
歌川国貞の門人。文政5年（1822年）閏正月の芝居に取材した国貞作の役者絵「ぬれかみのお関　瀬川菊之丞」の画中に、他の国貞門人とともに「五位亭徳升」の名が見られるが、作や経歴については不明。ただし同じ文政の頃に活動した五柳亭徳升（1793年 - 1853年）という戯作者がおり、国貞がその戯作の挿絵を描いている。